# Спроводни систем срца
Спроводни систем срца (лат. systema conducens cordis) једна је од анатомских структура и физиолошких механизам помоћу кога се импулси проводе кроз срчани мишић од одређених центара до срчаног мишића које се контрахују. Он ради самостално или аутоматски јер има сопствени систем за стварање акционог потенцијала и спровођење импулса, који срцу омогућава ритмичке контракције.
Спроводни систем срца сачињавају СА-чвор, АВ-чвор, Хисов сноп, гране Хисовог снопа и Пуркињеове влакна. Сви делови спроводног система могу да стварају импулсе (независно), али како је фреквенца стварања импулса највећа у СА-чвору, он је предводник срчаног ритма (пејсмејкер).

## Физиологија
Срце је мишићна пумпа која својом ритмичком контрактилном активношћу омогућава стални проток крви кроз циркулаторни систем и све органе и ткива. Тај систем ради самостално (аутоматски) јер поседује ћелије које имају посебну улогу у стварању и преносу импулса, у које спадају;
- ћелије сопственог специфичног аутономног система, намењене за стварање и спровођење импулса,
- Ћелије радне мускулатуре миокарда преткомора и комора
- Ћелије специфичног аутономног система.[2].

Електрични импулси у срцу доводе до грчења (контракције) срчаног мишића (миокарда). Стварање импулса почиње у десној преткомори у тзв. СА-чвору који се назива и „природни пејсмејкер срца”. СА чвор шаље импулсе одређеном брзином који потом „путују” кроз спроводни систем срца и изазивају грчење (контракцију) срца преко мишићних влакана преткомора и комора.
Нормална фреквенца срца у стању мировања је од 60—100 откуцаја/min, али се она мења у току телесног оптерећења, спавања, стреса или хормоналних фактора. У току спавања фреквенца може пасти до 40 откуцаја/min, а у току физичког оптерећења нарасти и до 160 откуцаја/min.

## Ћелије специфичног аутономног система
Ћелије специфичног аутономног система одликују се тиме да могу да стварају и преносе импулсе. Овај систем чини спроводна мускулатура срца, која је по грађи слична ћелијама радне мускулатуре. Разлика је у; боји која је светлија од ћелија радне мускулатуре, величини која је нешто мање (око 10 μ) и што мањем броју миофибрила.
У овом систему (хистолошки) издвајају се три типа ћелија: П-ћелије (pale- бледе), прелазне и Пуркињејеве ћелије.
П-ћелије
П-ћелије се налазе у средишњем делу синусног чвора или атриовентрикуларном чвору у нешто мањем броју. Око ових ћелија нађени су нервни завршеци и сматра се да би П-ћелије могле бити главни ствараоци импулса, јер активност атриовентрикуларног чвора може бити упливисана импулсима вегетативног (симпатичког и парасимпатичког) система
Прелазне ћелије
Прелазне ћелије се налазе око П-ћелија. Оне највероватније немају велику моћ у стварању импулса и њихова улога састоји се више у преношењу импулса од П-ћелија на Пуркинњејеве ћелије
Пуркињејеве ћелије
Пуркињејеве ћелије су најбројније. Оне се налазе у маргиналним деловима синусног чвора и чине везу са ћелијама радне мускулатуре преткомора. Пуркињејевих ћелије има у конвексном делу атриовентрикуларног чвора, где примају импулсе са преткомора, затим у атриовентрикуларном чвору, посебно на прелазу атривентрикуларног чвора у Хисовом снопу, у самом Хисовом снопу и његовим гранама, све до ћелија радне мускулатуре комора.

## Ћелије радне мускулатуре миокарда преткомора и комора
Ћелије радне мускулатуре миокарда преткомора и комора су знатно веће око (50-100 μ) и састављене су из многоберојних миофибрила, а ове из саркомера у којима се налазе основне контрактилне структуре. У свакој саркомери постоји хексагонални распоред миозинских и актинских нити, које су, док је ћелија у стању мировања, одвојене. При активацији мишићне ћелије долази до споја актина и миозина у актиномиозин, који доводи до скраћења (контракције) саркомере и развоја механичке силе (притиска) унутар мишићних ћелија и мишићних влакана. По завршеној контракцији, актиномиозин се раздваја у актинска и миозинска влакна.
Током напред наведених активности долази до утошка одговарајуће енергије, која се највећим делом ствара из АТП и креатинин-фосфата (око 85 до 90%), а мањим делом из гликогена.

## Стварање и спровођење импулса
Спроводни систем срца има улогу стварања и провођења нервних надражаја који су одговорни за ритмичку контракцију срца, у току које се прво контрахују обе преткоморе, а потом и обе коморе. Он се састоји од два система: синус-атријалног (преткоморског система) и атриовентрикуларни систем (коморског систем), који су у међусобној вези.
- Спроводни систем срца
- Шематизован приказ Хисовог снопа
- Спроводни систем срца (види легенду)
- Кретање електричних импулса кроз срце и њихова регистрација на ЕКГ

Легенда: 1. Кејт - Флаков чвор, 2. Ашоф-Таварин чвор, 3. Хисов (АВ) сноп, 4. Леви крак Хисовог снопа, 5. Предња лева грана, 6. Задња лева грана, 7. Лева комора, 8. Међукоморска преграда, 9. Десна комора, 10. Десни крак Хисовог снопа
Сину-атријални систем
Сину-атријални део образује истоимени преткоморни чвор, синусни чвор, односно Кејт - Флаков чвор (енгл. Keith - Flack), који се налази у лумену десне преткоморе, и лежи између горње шупље вене и десног увастог наставка (десне аурикуле). Сноп овог чвора је дугачак 1 cm а широк 3 cm, и протеже се дуж терминалног гребена срца до доње шупље вене.
Сину-атријални чвор је предводник рада срца, из кога се импулси прво шире кроз зид десне а затим и леве преткоморе. У овом чвору, у ритму од 60-80 откуцаја у минути, јављају се импулси који изазивају контракцију миокарда преткомора. На тај начин настаје систола преткомора.
в
Акциони потенцијал ћелија синусног чвора је мали (око 60 mV) и одликују се заобљеним врхом. Током друге фазе (споре реполаризације) нема платоа, већ одмах настаје силазећи, десцендентни крак, тако да се друга и трећа фаза манифестује једном силазећом линијом. У ствари одмах по извршеној деполаризацији ћелија, настаје реполаризација ћелија синусног чвора. Током четврте фазе у ћелијама синусног чвора долази до спонтаног раста електричног потенцијала по једног критичног нивоа, који доводи до аутоматске активације ћелија (аутоматска деполаризација). Уколико критични ниво настаје нагло, брзо (нагиб постаје стрмији), уколико је аутоматизам у стварању импулса бржи и срчана фреквенција већа. Спорији развој критичног нивоа, праћен је споријом срчаном фреквенцијом.
Импулс који полази из синусног чвора шири се попут концентричних таласа кроз средишне делове миокарда преткомора брзином од 1 m/сек. деполаришући најпре миокард десне, а затим и леве преткоморе. Ова активација миокарда претркомора одвија се током 0,06 до 0.15 sec. (просечно 0,09 до 0,11 sec) и манифестује се таласом „P” на ЕКГ.

### Атриовентрикуларни систем
Импулс настао у преткоморама преноси се у коморе преко преткоморно-коморног (атрио-вентрикуларног) дела спроводног система, који сачињавају преткоморно-коморни или атриовентрикуларни чвор (АВ чвор), односно преткоморно-коморни чвор или Ашоф-Таварин чвор (енгл. Aschoff - Tawara) који се налази у нивоу десног преткоморно-коморног (атриовентрикуларног) ушћа и преткоморно-коморног снопа или Хисовог снопа који директно започиње од овог чвора. Атриовентрикуларни чвор, у одрасле особе је величине од 2 до 3 mm у ширину и 5 до 6 mm у дужину. Дебљина му је око 0,75 до 1 mm, а његове везе улазе у миокард десне и леве преткоморе и са Хисовим снопом чине основни контакт, који има посебна својства у систему спровођења импулса са преткомора на коморе.
Хисов сноп представља једину директну везу миокарда преткомора са миокардом комора. Полази од атриовентрикуларног чвора према наниже и протеже се кроз мембранозни део међукоморне преграде. На горњем крају међукоморне преграде дели се на два крака, леви и десни. Оба крака протежу се кроз међукоморну преграду до врха срца, где се гранају у зиду комора, све до завршних Пуркинијевих влакана.
Нервни импулси прво стижу у папиларне мишиће, који се зато први контрахују а потом следи контракција миокарда комора. Контракција миокарда започиње у подручју врха срца и шири се према бази комора.
Блокадом тог чвора неће уследити систола комора после систоле преткомора. У том случају у многим ћелијама у миокарду комора појавиће се неконтролисано и спонтано стварање нових нервних импулса што доводи до неправилног рада или фибрилације комора.